# خومانتووو
خومانتووو (به لهستانی:  Chomątowo) یک روستا در لهستان است که در گمینا اوگوستوو واقع شده‌است. خومانتووو ۶۸ نفر جمعیت دارد.